# حیاط خلوت آمریکا

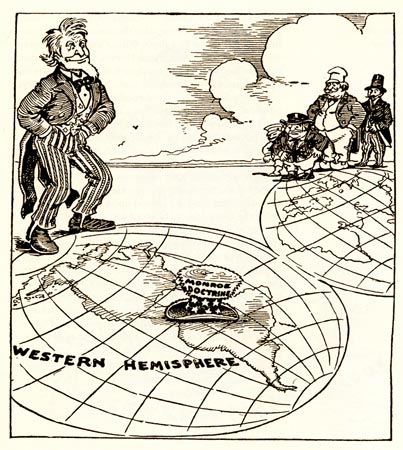
یک کارتون در یک روزنامه در سال ۱۹۱۲ که نفوذ آمریکا برای حفاظت از کشورهای آمریکای لاتین در برابر استعمارگران اروپایی را طبق دکترین مونرو نشان می‌دهد.

حیاط خلوت آمریکا (به انگلیسی: America's Backyard) یک مفهوم است که در علوم سیاسی و روابط بین‌الملل برای اشاره به منطقه نفوذ کشور ایالات متحده آمریکا استفاده می‌شود. این واژه همانند واژه روسی خارج نزدیک (به روسی: ближнее зарубежье, blizhneye zarubezhye) برای اشاره به مناطق سنتی تحت نفوذ آمریکا به خصوص آمریکای لاتین به کار می‌رود.

## حیاط خلوت‌های جدید آمریکا

### خاورمیانه
تعدادی از تحلیلگران بیان کرده‌اند که سیاست‌های آمریکا در خاورمیانه به صورت تعمدی یا ناآگاهانه منجر به ایجاد یک حیاط خلوت جدید برای آمریکا شده‌است که در آن تلاش می‌کند با فشار سیاسی و تغییر رژیم مشابه آنچه در آمریکای لاتین انجام شده بود نفوذ خود را افزایش دهد
.

## مقاله‌های مرتبط
- منطقه نفوذ
- دکترین مونرو
- سیاست همسایه خوب
- دیپلماسی دلار
- خارج نزدیک